# Ras (Einheit)
Der Ras oder auch Raso war ein italienisches Längenmaß und galt im Piemont und Montferrat. Er war in Lucca der venezianischen Brasse (oder auch Braccio) gleich.

## Umrechnung
Raso bedeutet Elle und hat regionsabhängig einen unterschiedlichen Wert.
- 1 Ras = 1 Fuß und 9 Zoll und 4 Linien = 1/2 Pariser Elle = 0,5942 Meter
- 1 Raso = 0,5488 Meter
- 1 Raso = 10 Oncen = 0,7195 bayerische Elle = 0.5994 Meter[1]
- 1 Raso = 267 2/5 Pariser Linien = 603 Millimeter
- 1 Raso = 243,3 Pariser Linien[2]